# Aeródromo de Comandante Luis Piedrabuena
El Aeródromo de Comandante Luis Piedrabuena (o simplemente Aeródromo Piedrabuena) (OACI: ?, FAA: LPB) es un aeropuerto argentino ubicado en Comandante Luis Piedrabuena, provincia de Santa Cruz. Ubicado al oeste de la localidad, posee una pista de tierra de unos 1200 metros de largo. Aquí funciona un aeroclub y no recibe vuelos comerciales.
Hacia 1930, con los inicios de la Aeroposta Argentina S. A., las autoridades locales construyeron una pista para poder recibir vuelos. Pero, debido a las cercanías (unos 30 km) con el Aeropuerto de Puerto Santa Cruz y los costos extras que produciría en cambio de ruta, la empresa decidió volar en el último aeropuerto. Pobladores y autoridades locales pidieron al gobierno provincial ser escala de la ruta área. Finalmente, un vuelo de la Aeroposta desvió su ruta y aterrizó en Piedrabuena.